# Peperomia tambitoensis
Peperomia tambitoensis är en pepparväxtart som beskrevs av Trel. & Yunck.. Peperomia tambitoensis ingår i släktet peperomior, och familjen pepparväxter. Inga underarter finns listade i Catalogue of Life.